# Maorineta ambigua
Maorineta ambigua là một loài nhện trong họ Linyphiidae. Loài này xuất hiện trên quần đảo Marshall, quần đảo Caroline và quần đảo Cook.